# Siuhom
Siuhom is een bestuurslaag in het regentschap Tapanuli Selatan van de provincie Noord-Sumatra, Indonesië. Siuhom telt 1564 inwoners (volkstelling 2010).